# Zalissa
Zalissa is een geslacht van vlinders van de familie uilen (Noctuidae), uit de onderfamilie Agaristinae.

## Soorten
- Z. catocalina Walker, 1865
- Z. stichograpta Turner, 1943